# ريجنالد مارش (رسام)
ريجنالد مارش (بالإنجليزية: Reginald Marsh)‏ هو رسام أمريكي، ولد في 14 مارس 1898 في باريس في فرنسا، وتوفي في 3 يوليو 1954 في دورست في الولايات المتحدة.

## وصلات خارجية
- ريجنالد مارش على موقع أوليمبيديا (الإنجليزية)
- ريجنالد مارش على موقع الموسوعة البريطانية (الإنجليزية)